# Grupa Prosiecznego

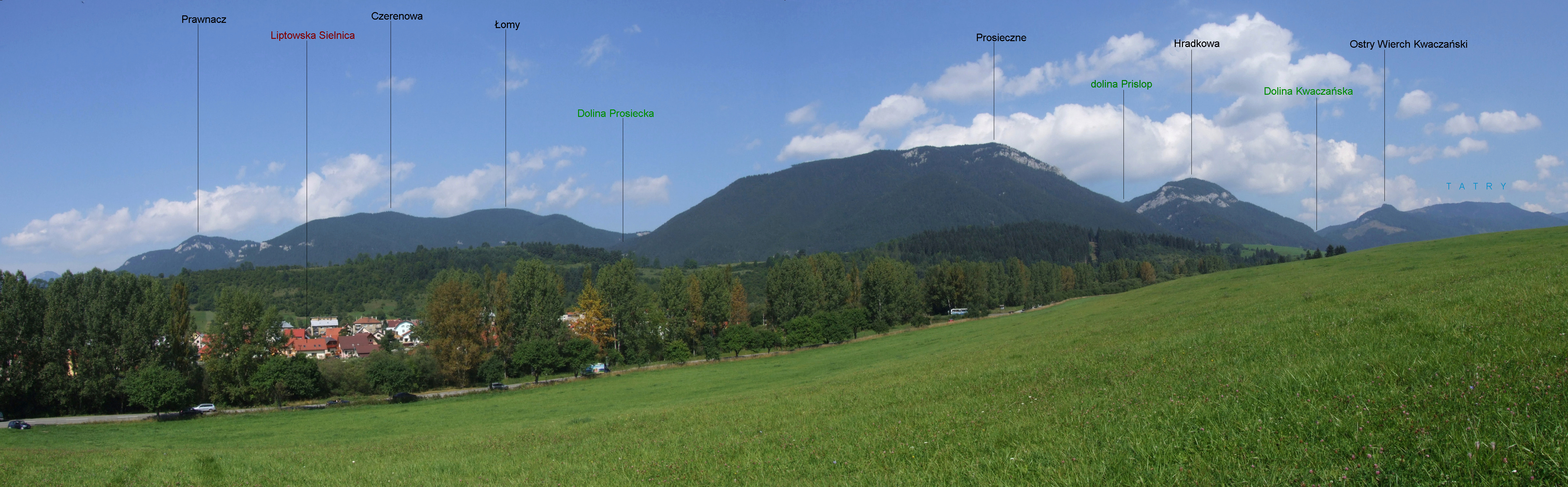
Grupa Prosiecznego

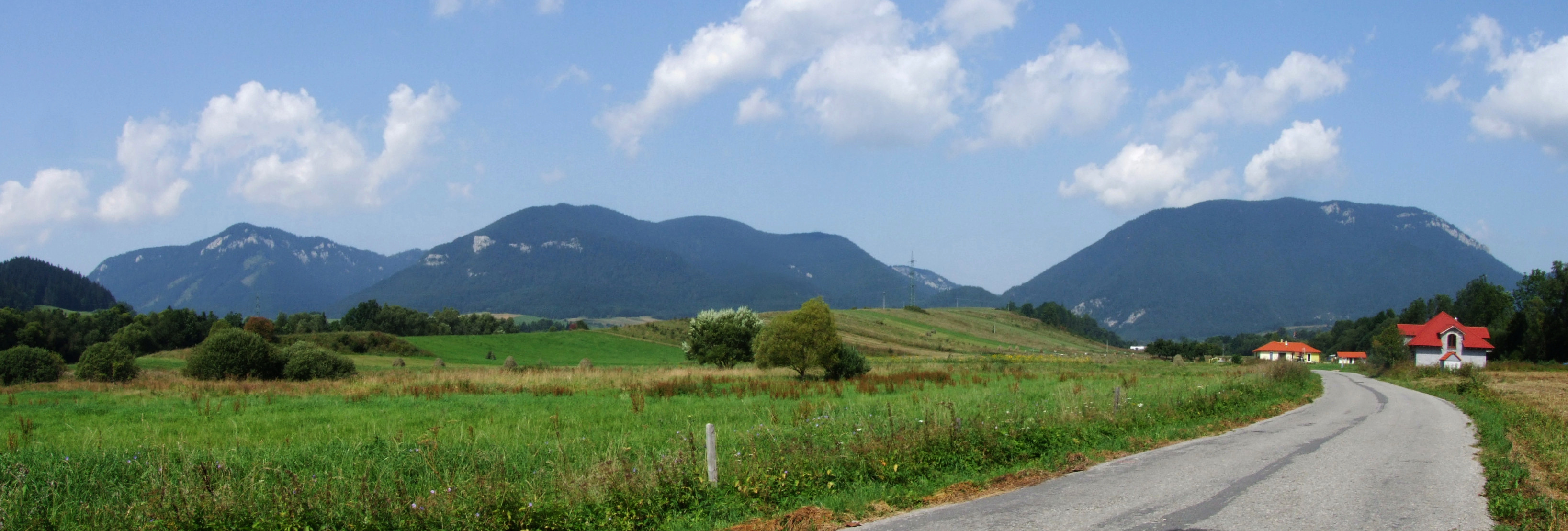
Widok z Prosieka na Grupę Prosiecznego (bez Hradkowej)

Grupa Prosiecznego (też: Prosieczne, słow. Prosečné) – niewielka grupa górska, stanowiąca najbardziej na wschód położoną część Gór Choczańskich na Słowacji. Najwyższym szczytem jest Prosieczne (Prosečné, 1372 m).
Grupa Prosiecznego ciągnie się od Doliny Sesterskiej (Sestrčská dolina) na zachodzie po Dolinę Kwaczańską na wschodzie. Grupa składa się z dwóch części, rozdzielonych Doliną Prosiecką. Część wschodnią tworzą masyw Prosiecznego (1372 m) i przylegający doń od wschodu masyw ze szczytem Hradkowej (Hrádkovo) (1206 m), rozdzielone suchą dolinką krasową Príslop. Część zachodnią tworzą masywy Łomów (Lômy) (1278 m) i Czerenowej (Čerenová) (1221 m), na wschodzie) oraz masywy Prawnacza (Pravnáč) (1206 m) i Heliasza (Heliaš) (1186 m, na zachodzie), rozdzielone Doliną Liptowskiej Anny.
Geografowie słowaccy do Gór Choczańskich zaliczają również ramię Ostrego Wierchu Kwaczańskiego (słow. Ostrý, 1128 m) i Huciańskiej Golicy (słow. Holica, 1340 m). Według słowackich podziałów grupa Prosiecznego obejmuje więc również te góry, aż po Dolinę Suchą Sielnicką.
Grupa Prosiecznego zbudowana jest praktycznie w całości z mocno pofałdowanych, grubych warstw wapieni i dolomitów środkowego triasu, zaliczanych do płaszczowiny choczańskiej. Skały te są widoczne na powierzchni w postaci licznych, urwistych ścian skalnych, masywnych turni czy uskoków skalnych w dnach dolin praktycznie w całej grupie. Cała grupa ma charakter masywu krasowego, z licznymi formami rzeźby krasowej tak powierzchniowymi (żebra krasowe, leje krasowe, ponory i wywierzyska) jak i podziemnymi (jaskinie krasowe).
Grupa prawie w całości jest zalesiona. Nieliczne łąki górskie zadziwiają bogactwem flory wapieniolubnej, a skalne półki i upłazki wystawione ku południowi – licznymi gatunkami kserofitów. Chłodne i wilgotne przez cały rok głębokie doliny (Kwaczańska i częściowo Prosiecka) są natomiast siedliskami gatunków borealno-alpejskich.
Zachodni fragment grupy Prosiecznego (zachodnie zbocza Prosiecznego, opadające do Doliny Prosieckiej) objęte są ochroną w rezerwacie przyrody Dolina Prosiecka. Z kolei we wschodniej części grupy zbocza, opadające z obu stron do Doliny Kwaczańskiej (od szczytów Hradkowej i Czarnej Hory na zachodzie po szczyt Ostrego Wierchu Kwaczańskiego na wschodzie) leżą w granicach rezerwatu przyrody Dolina Kwaczańska.
Grupa Prosiecznego jest często odwiedzana przez turystów, którzy jednak prawie wyłącznie ograniczają się do przejścia dolin Prosieckiej i Kwaczańskiej. Jedyny, zielono  znakowany Szlak turystyczny wiedzie trasą: rozdroże w dolinie Borowianki – Czarna Hora – Prosieczne – Svorad.